# 846 هـ
846 هـ هي سنة في التقويم الهجري امتدت مقابلةً في التقويم الميلادي بين سنتي 1442 و1443.

## مواليد
- أحمد زروق
- أحمد زروق (فقيه)